# Thiago Seyboth Wild
Thiago Seyboth Wild (ur. 10 marca 2000 w Marechal Cândido Rondon) – brazylijski tenisista, reprezentant kraju w Pucharze Davisa.

## Kariera tenisowa
Zawodowy tenisista od roku 2018. W tym samym roku mistrz gry pojedynczej chłopców podczas US Open.
Zwycięzca jednego turnieju w grze pojedynczej w cyklu ATP Tour.
Od marca 2020 reprezentant Brazylii w Pucharze Davisa.
W rankingu gry pojedynczej najwyżej na 74. miejscu (25 września 2023), a w klasyfikacji gry podwójnej na 197. pozycji (22 maja 2023).

### Finały w turniejach ATP Tour
| Legenda                                      |
| -------------------------------------------- |
| Wielki Szlem                                 |
| Igrzyska olimpijskie                         |
| Tennis Masters Cup / ATP Finals              |
| ATP Masters Series / ATP Tour Masters 1000   |
| ATP International Series Gold / ATP Tour 500 |
| ATP International Series / ATP Tour 250      |

#### Gra pojedyncza (1–0)
| Końcowy wynik | Nr | Data         | Turniej  | Nawierzchnia | Przeciwnik  | Wynik finału  |
| ------------- | -- | ------------ | -------- | ------------ | ----------- | ------------- |
| Zwycięzca     | 1. | 1 marca 2020 | Santiago | Ceglana      | Casper Ruud | 7:5, 4:6, 6:3 |

#### Gra podwójna (0–1)
| Końcowy wynik | Nr | Data         | Turniej  | Nawierzchnia | Partner     | Przeciwnicy                        | Wynik finału    |
| ------------- | -- | ------------ | -------- | ------------ | ----------- | ---------------------------------- | --------------- |
| Finalista     | 1. | 5 marca 2023 | Santiago | Ceglana      | Matías Soto | Andrea Pellegrino Andrea Vavassori | 4:6, 6:3, 10–12 |

### Finały juniorskich turniejów wielkoszlemowych

#### Gra pojedyncza (1–0)
| Końcowy wynik | Nr | Data            | Turniej            | Nawierzchnia | Przeciwnik      | Wynik finału  |
| ------------- | -- | --------------- | ------------------ | ------------ | --------------- | ------------- |
| Zwycięzca     | 1. | 9 września 2018 | US Open, Nowy Jork | Twarda       | Lorenzo Musetti | 6:1, 2:6, 6:2 |